# Église Notre-Dame de la Sauvegarde
L'église Notre-Dame de la Sauvegarde est une église située dans le 9e arrondissement de Lyon. Elle dépend de l'ensemble paroissial Saint Jean-Marie Vianney (Champagne-au-Mont-d'Or, Dardilly, La Duchère, Écully).

## Description
Proche de la clinique de la Sauvegarde, elle est construite sur un plan heptagonal irrégulier. Le décor intérieur à la limite du dépouillement inclut un autel en bois très clair et une croix sans Christ.